# Uri Maklew
Uri Maklew (hebr.: אורי מקלב, ang.: Uri Maklev, ur. 10 stycznia 1957 w Izraelu) – izraelski rabin i polityk, od 2008 poseł do Knesetu, w latach 2009–2015 zastępca przewodniczącego.

## Życiorys
Urodził się 10 stycznia 1957 w Izraelu.
Ukończył wyższe studia judaistyczne, uzyskał smichę rabinacką.
W polityce związał się z ultraorodoksyjnym ugrupowaniem Sztandar Tory, które wspólnie z Agudat Israel tworzy Zjednoczony Judaizm Tory. Bezskutecznie kandydował w wyborach w 2006, ostatecznie jednak w skład siedemnastego Knesetu wszedł 31 lipca 2008 zastępując Ja’akowa Kohena. 18 grudnia doszło do rozłamu w Zjednoczonym Judaizmie Tory – Maklew, Mosze Gafni i Awraham Rawic utworzyli frakcję Sztandaru Tory. W wyborach w 2009 oba ugrupowania wystawiły wspólną listę, a Maklew uzyskał reelekcję. Zdobywał mandat poselski w wyborach w 2013 i 2015. 9 stycznia 2019 ponownie doszło do rozłamu – tym razem Maklew utworzył frakcję Sztandaru Tory wraz z Gafnim i Ja’akowem Aszerem. W wyborach w kwietniu 2019 uzyskał mandat poselski z listy Zjednoczonego Judaizmu Tory.